# 280 a.C.

## Eventos
- Irrompe a Guerra Pírrica. Roma sofre uma dura derrota na Batalha de Heracleia.
- Públio Valério Levino e Tibério Coruncânio, cônsules romanos.
- Cneu Domício Calvino e, provavelmente, Públio Cornélio Rufino, nomeados ditadores em Roma.
- 125a olimpíada: Ladas de Égio, vencedor do estádio.[1]